# کرومر ۱۰۲۸۳
سیارک ۱۰۲۸۳ (به انگلیسی: 10283 Cromer، نامگذاری:1981JE2) ده هزار و دویست و هشتاد و سومین سیارک کشف شده‌است که در ۵ مه ۱۹۸۱ کشف شد.
قدر مطلق سیارک برابر ۱۳٫۸۰ است.